# Ahmet Bozkurt
Pour les articles homonymes, voir Bozkurt.
Ahmet Bozkurt (né à Erzincan le 11 septembre 1977) est un poète, dramaturge, essayiste et éditeur, écrivain et artiste turc.
Il a pris part au comité d’édition de la revue Taşra qui a été publiée à Erzincan avec ses amis entre 1998-1999. Il a commencé à publier la revue Le poète travaille en 2000 à Erzincan. Le poète travaille est devenu le fond même d’une négociation enflammée des concepts de province, centre et autochtone dans la littérature turque. Diplômé de dramaturgie de l'Université de Dokuz Eylül, département des beaux-arts.
Membre de Cumalı-Seferis, Gökyüzü Derneği et de PEN, il a publié des pièces de théâtre, essais, critiques littéraires et pittoresques avec ses œuvres à la quête de la sensibilisation à l’origine de la vérité et la mémoire existentielle, la création existentielle de la poésie dans la langue et les fonctions langagières du moi-sujet, le moi dans la poésie, la formation du langage artistique,structuralisme, postmodernisme, modernisme, la philosophie du langage et des poèmes. Ses essais sur la peinture et la poésie ont pris place dans plusieurs livres communs. Il a présenté des communiqués dans les symposiums sur la poésie et la littérature. Il vit toujours à İstanbul et dirige une maison d’édition.

## Livres publiés
- Şair Çalışıyor (essai), İstanbul 2007, Şiirden-Digraf.
- Varlık Tutulması: Jean-Paul Sartre Tiyatrosunda Varlık ve Hiçlik (essai), İstanbul 2012, Ayrıntı.
- Orpheus’un Bakışı, İstanbul 2014, Ayrıntı Yayınları.
- Unutma Zamanı: Yazı, Bellek ve Eleştiri, İstanbul 2015.
- Mum Lekesi: Eleştirinin Kıyıları, İstanbul 2016.
- Şiir-Fragmanlar: Her Yüz Bir Dünyadır, İstanbul 2017.
- Ku’yu, İstanbul 2018.
- Montaigne, Denemeler İstanbul 2018.
- Dünyadan 100 Aşk Şiiri, İstanbul 2020.